# Juan Pablo Domínguez
Juan Pablo Domínguez Chonteco (Ecatepec de Morelos, 30 ottobre 1998) è un calciatore messicano, attaccante del Toluca.

## Carriera
Ha iniziato a giocare a calcio nelle giovanili di Guadalajara e Irapuato, per poi passare all'Atlanta nel 2021. Ha debuttato in prima squadra il 1º agosto nell'incontro di Liga de Expansión MX vinto 3-0 contro il Correcaminos UAT ed ha segnato il suo primo gol il 5 settembre seguente nella partita vinta 2-0 contro l'Leones Negros UdeG. Nel gennaio del 2023 è passato in prestito al Necaxa con cui ha debuttato in Liga MX.
Il 6 giugno 2023 è stato acqusitato a titolo definitivo dal Toluca.

## Statistiche

### Presenze e reti nei club
Statistiche aggiornate al 28 marzo 2025.
| Stagione        | Squadra         | Campionato      | Campionato | Campionato | Coppe nazionali | Coppe nazionali | Coppe nazionali | Coppe continentali | Coppe continentali | Coppe continentali | Altre coppe | Altre coppe | Altre coppe | Totale | Totale | Totale |
| Stagione        | Squadra         | Comp            | Pres       | Reti       | Comp            | Pres            | Reti            | Comp               | Pres               | Reti               | Comp        | Pres        | Reti        | Pres   | Reti   |        |
| --------------- | --------------- | --------------- | ---------- | ---------- | --------------- | --------------- | --------------- | ------------------ | ------------------ | ------------------ | ----------- | ----------- | ----------- | ------ | ------ | ------ |
| 2021-2022       | Atlante         | EMX             | 37         | 5          | -               | -               | -               | -                  | -                  | -                  | -           | -           | -           | 37     | 5      |        |
| 2022-2023       | Atlante         | EMX             | 22         | 5          | -               | -               | -               | -                  | -                  | -                  | -           | -           | -           | 22     | 5      |        |
| Totale Atlante  | Totale Atlante  | Totale Atlante  | 59         | 10         |                 | -               | -               |                    | -                  | -                  |             | -           | -           | 58     | 10     |        |
| 2022-2023       | Necaxa          | LMX             | 15         | 0          | -               | -               | -               | -                  | -                  | -                  | -           | -           | -           | 15     | 0      |        |
| 2023-2024       | Toluca          | LMX             | 31         | 8          | -               | -               | -               | -                  | -                  | -                  | LC          | 4           | 1           | 35     | 9      |        |
| 2024-2025       | Toluca          | LMX             | 25         | 0          | -               | -               | -               | CCC                | 0                  | 0                  | LC          | 4           | 0           | 29     | 0      |        |
| Totale Toluca   | Totale Toluca   | Totale Toluca   | 56         | 8          |                 | -               | -               |                    | 0                  | 0                  |             | 8           | 1           | 64     | 9      |        |
| Totale carriera | Totale carriera | Totale carriera | 130        | 18         |                 | -               | -               |                    | 0                  | 0                  |             | 8           | 1           | 138    | 19     |        |

## Palmarès

### Nazionale
- Liga de Expansión MX: 1

Atlante: 2021-2022
- Campionato messicano: 1

Toluca: 2024-2025 (Clausura)